# Neoephemera compressa
Neoephemera compressa is een haft uit de familie Neoephemeridae. De wetenschappelijke naam van de soort is voor het eerst geldig gepubliceerd in 1956 door Berner.
De soort komt voor in het Nearctisch gebied.